# Jaszczurka ostropyska
Jaszczurka ostropyska (Dalmatolacerta oxycephala) – gatunek gada z rodziny jaszczurek właściwych (Lacertidae); jedyny przedstawiciel rodzaju Dalmatolacerta.

## Wygląd
Smukła, średniej wielkości jaszczurka o wydłużonej, bardzo płaskiej i ostropyskiej głowie, szerokiej szyi i spłaszczonym tułowiu. Nogi są smukłe, a długi ogon jest szeroki u nasady. Cały grzbiet i kończyny przeważnie mają barwę ciemno- lub niebieskoszarą (czasami czarnobrązową albo czarną) i są pokryte jasnym, siatkowatym wzorem. Ogon ma przeważnie kolor niebieskoszary, niekiedy również jasnoniebieski lub bladozielony, pokryty wzorkiem złożonym z ciemniejszych pierścieni. Brzuch niebieskoszary lub opalizująco niebieski. Całkowita długość ciała 190–200 mm.

## Występowanie
Jaszczurka ta występuje w krajach byłej Jugosławii, od rzeki Krka w Chorwacji do Jeziora Szkoderskiego w Czarnogórze.

## Środowisko
Jaszczurka ostropyska występuje przede wszystkim w rejonach nadbrzeżnych i na pobliskich wyspach, miejscami wnika do 80 km w głąb lądu, np. w dolinie Neretwy w Hercegowinie. Występuje wyłącznie na obszarach kamienistych i skalnych, np. w pełnym rozpadlin krasie i izolowanych wychodniach skalnych wśród zarośli. Żyje również na obrzeżających drogi ścianach skalnych (często z murówką zwyczajną i murówką ruinową) oraz na murach domów i na skałach opadających bezpośrednio do morza.

## Tryb życia
Przebywa wyłącznie na powierzchni skał, po których porusza się z dużą zręcznością. Przy spotkaniu z człowiekiem natychmiast się płoszy i ucieka, jednak po chwili wraca, by poznać dokładniej przyczynę przestrachu. Okres snu zimowego trwa bardzo krótko i jaszczurka ta pojawia się w intensywniej nasłonecznionych miejscach, gdy dokoła leży jeszcze pokrywa śnieżna.

## Rozród
W okresie rozrodczym jaszczurka ostropyska tworzy pary i zajmuje niewielkie rewiry. Samica składa od 2 do 4 jaj do kryjówki.